# 어쿠스틱 (영화)
"어쿠스틱"(영어: Acoustic)은 2010년 개봉한 대한민국의 드라마 영화이다.

## 캐스팅
- 신세경 - EP1.브로콜리의 위험한 고백, 세경 역
- 임슬옹 - EP3.잠금해제, 지후 역
- 이종현 - EP2.빵가게 습격사건, 성원 역
- 강민혁 - EP2.빵가게 습격사건, 해원 역
- 백진희 - EP3.잠금해제, 진희 역
- 임준일 - EP1.브로콜리의 위험한 고백, 지규 역
- 이동현 - EP1.브로콜리의 위험한 고백, 동현 역
- 김해원 - EP1.브로콜리의 위험한 고백, 해원 역
- 최덕문 - EP2.빵가게 습격사건, 빵가게 주인 역
- 윤지영 - EP2.빵가게 습격사건 - 알바녀 역
- 김정석 - EP3.잠금해제, 노교수 역
- 이정헌 - EP3.잠금해제, 무기 밀매상 역
- 원웅재 - EP3.잠금해제, 호프집 주인 역
- 손상현 - EP3.잠금해제, 부하 1 역